# Das Traumhotel – Sri Lanka
Sri Lanka ist der Titel eines deutsch-österreichischen Liebesfilms aus dem Jahr 2010. Der Fernsehfilm ist der 14. Teil der Filmreihe Das Traumhotel.

## Handlung
Lara Grothe hat im Luxushotel der Siethoff-Gruppe auf Sri Lanka einen Job als Servicekraft angenommen. Hotelmanager Markus Winter bemerkt schnell, dass Lara während ihrer Tätigkeit nicht bei der Sache ist und erfährt, dass sie auf der Insel nach Vater und Schwester sucht, die sie seit der Kindheit nicht gesehen hat. Markus schleust Lara auf der Tee-Plantage von Thilo Krüger ein, denn bestärkt durch ein altes Foto vermutet er in Thilo den Vater. Tatsächlich findet Lara auf der Plantage ihren Vater und ihre Schwester Nora wieder und verliebt sich in den Verwalter Simon Kern. Während Nora sich sehr über die neue Schwester freut, muss Thilo noch einige Vergangenheitsbewältigung leisten, bevor er sie in die Arme schließt.
Nadja Bülow möchte auf Sri Lanka den Tod ihres geliebten Mannes verarbeiten, mit dem sie hier ihren letzten glücklichen Urlaub verbracht hat. Markus Winter bringt die trauernde Nadja mit dem Auswanderer Leon Groß zusammen, der auf der Insel eine Farm für verwaiste Elefanten leitet. Zwischen Nadja und Leon entsteht bald mehr als Zuneigung und Nadja entscheidet sich schließlich dafür, bei Leon ein neues Leben zu beginnen.
Ein exzentrischer Hotelgast stellt sich als der bekannte Millionär Gregor Pohlmann vor. Er genießt die Luxusangebote des Hotels und beeindruckt die Damenwelt in Gestalt der Freundinnen Monika Golz und Lisbeth Harzer durch seine Großzügigkeit. Für Markus ist der Gast sofort verdächtig und tatsächlich stellt sich heraus, dass er der Chauffeur Kurt Gramlich ist, der unter dem Namen seines verstorbenen Chefs reist. Gramlich scheint zunächst nicht im Stande, seine Rechnungen zu begleichen. Glücklicherweise hat ihn Pohlmann aber in seinem Testament großzügig bedacht.

## Produktion
Das Traumhotel – Sri Lanka wurde vom 16. Februar bis zum 20. März 2009 auf Sri Lanka gedreht. Die Kostüme schuf Heidi Melinc, das Szenenbild stammt von Walter Dreier. Der Film erlebte seine Premiere am 22. Januar 2010 im Ersten.

## Kritik
Tittelbach.tv kommentierte 2018 Sri Lanka wie folgt: „[…] Natürlich gerät der 90minütige Sri-Lanka-Trip nie in die Nähe großer Fernsehkunst, das erwartet auch keiner. Die Filme sollen Ausflug aus dem Alltag sein und schöne Menschen dabei zeigen, wie sie ihre nicht allzu dramatischen Dramen in den Griff bekommen; […]“